# Sierra de Javalambre
La sierra de Javalambre es un macizo montañoso de Aragón (España), situado en el sur de la provincia de Teruel, dentro de la comarca Gúdar-Javalambre. Constituye una de las elevaciones más importantes del Sistema Ibérico, pues varias de sus cumbres superan los 2000 m s. n. m. de altitud. Se encuentra a una latitud de 40° N y longitud de 1° O del meridiano de Greenwich, próxima al mar Mediterráneo, en la parte centro-oriental de la península ibérica. Su posición elevada sobre las depresiones del Turia y Mijares la convierten en una atalaya privilegiada sobre un extenso territorio y es visible desde muchos lugares de las provincias de Teruel, Cuenca, Castellón y Valencia. Algunas de sus estribaciones se adentran en las provincias de Valencia y Castellón. En su parte valenciana, Rincón de Ademuz, se encuentra la máxima elevación de esta comunidad, el Cerro Calderón, o Alto de Barracas, de 1838 m s. n. m.

## Relieve
El macizo montañoso, donde predominan los materiales de la Era Secundaria, sobre todo calizas y arcillas, se eleva hasta los 2020 m s. n. m. (metros sobre el nivel del mar), formando una gran cúpula o domo.
Sirve de divisoria a las cuencas del Mijares y Turia. Sus cumbres presentan un aspecto suave y alomado. Cuatro de esas lomas superan los 2000 m s. n. m. (metros sobre el nivel del mar): La Chaparrosa y la Loma del Repetidor (2003 m s. n. m. ambas), el Cerro Javalambre (2019 m s. n. m.) y el Puntal del Prado o Las Atalayas (2001 m s. n. m.). Otras cimas importantes son: Cerro Cavero (1987 m s. n. m.), Pico Javalambre o de la Zarzuela (1985 m s. n. m.), Buitre (1956 m s. n. m.), Tambor (1949 m s. n. m.), Alto o Puntal de Barracas (1838 m s. n. m.), Muela de la Truena o San Pablo (1802 m s. n. m.).
El macizo de Javalambre se sitúa entre la Fosa Alfambra-Teruel-Ademuz, al Oeste, la Depresión del Alto Mijares al Noreste y la Fosa Albentosa-Santa Cruz de Moya al Sur y Este. Hacia el Norte, la alineación montañosa se prolonga por la Sierra de Camarena o de las Coronillas, enlazando con la Sierra del Pobo por el Puerto Escandón, y se prolonga hacia el Sureste por las Sierras del Toro, Canales y Calderona, llegando hasta el mar por Puçol. Las vertientes occidental y meridional son muy abruptas, debido a la gran diferencia de altitud con respecto a la Fosa Alfambra-Teruel-Ademuz y el profundo valle del río Turia. La vertiente nororiental, hacia el Mijares, es más suave.

## Geología
Los materiales que afloran en la Sierra de Javalambre corresponden al Mesozoico (Era Secundaria) y al Cenozoico (Terciario y Cuaternario). Los afloramientos más antiguos corresponden al Triásico, primer periodo del Mesozoico, iniciado hace 230 millones de años. En el nivel inferior, el más antiguo por tanto, aparecen las areniscas rojas del rodeno y sobre éstas se depositaron, primero las calizas y dolomías grises y pardas del Muschelkalk y después las arcillas, margas y yesos del Keuper, con intercalaciones volcánicas de rocas ofíticas. Estos materiales se sitúan en la actualidad en las partes medias y bajas del macizo
El Jurásico se caracteriza por formaciones de rocas carbonatadas (margas, calizas y dolomías), como las caóticas carniolas de Cortes de Tajuña, las calizas y dolomías tableadas de Cuevas Labradas, las Formaciones Barahona, Turmiel y Chelva, todas éstas con gran abundancia de fósiles, la ritmita calcárea de Loriguilla y las calizas con oncolitos de Higueruelas. Los materiales Jurásicos se encuentran en las partes medias y sobre todo en las más elevadas.
El Cretácico aparece en afloramientos dispersos en las márgenes del macizo, sobre todo al Suroeste, donde destaca la explotación económica de arenas caoliníferas de la Formación Utrillas de Riodeva y Ademuz.
Durante el Terciario, iniciado hace 65 millones de años, se produce el levantamiento alpino donde los materiales anteriormente descritos se elevan a causa del acercamiento de las placas africana y euroasiática. También se depositaron potentes espesores de sedimentos en las recién formadas Fosas de Alfambra-Teruel Ademuz y la Depresión del Mijares. Estos sedimentos se componen de conglomerados, areniscas, arcillas y yesos. Al final del periodo (Neógeno) la intensa erosión del núcleo montañoso dio lugar a la Superficie de erosión fundamental de la Cordillera Ibérica, lo que explica el aspecto masivo y aplanado del macizo.
En el Cuaternario, iniciado hace 1,8 millones de años, se producen los retoques finales que proporcionan su aspecto actual al relieve. Fundamentalmente son rellenos de fondos de valle, procesos kársticos, que han dado origen a lapiaces, campos de dolinas, poljes o navas, cuevas, simas y cañones fluviales, y procesos de periglaciarismo durante los periodos fríos que han caracterizado este periodo: bancos de gelifluxión, coladas de bloques, canchales, valles en cuna, nichos de nivación, vertientes reguladas, círculos de piedra y suelos poligonales y estriados.

## Hidrografía
Son cuatro los ríos que tienen su origen en la Sierra de Javalambre. A la cuenca del Mijares pertenece el río Albentosa, que nace en la vertiente meridional del macizo, atraviesa los términos de Torrijas, Manzanera y Albentosa, desembocando en el Mijares en el paraje de la Escaleruela, entre los términos de Sarrión y Albentosa. A la cuenca del Turia pertenecen los otros tres: El río Camarena nace en la vertiente septentrional y atraviesa los términos de Camarena de la Sierra, Valacloche, Cascante del Río y Villel, donde desemboca. El río de Riodeva nace en la vertiente occidental y tras pasar por el pueblo que le da nombre, sirve de límite entre las provincias de Teruel y Valencia, desembocando en el Turia frente al Mas de Jacinto (Rincón de Ademuz). El río Arcos nace en la vertiente meridional, pasa por el pueblo homónimo y desemboca en el Turia cerca de Santa Cruz de Moya (Cuenca).

## Toponimia
El nombre de Javalambre procede del árabe Yabal `Amr جبل عمرو, que significa ‘monte de Amr’ (Amr es un nombre de pila masculino).
Otra posible etimología es la de montaña roja (djebel hambr), por los abundantes afloramientos de arcillas rojas del Keuper (Era Secundaria).

## Clima
El clima es muy extremo, estando caracterizado por inviernos muy fríos, con heladas desde noviembre hasta mayo, y veranos suaves, raramente superándose los 30 °C (grados Celsius). Las precipitaciones no son muy abundantes y sí notablemente irregulares, situándose entre los 400 y 600 mm en los valles (dependiendo de la orientación) y los 700 mm en las zonas elevadas, siendo parte de éstas en forma de nieve.

## Ecosistema
Su vegetación presenta una gran variedad y originalidad. La notable diferencia de altitud existente entre la base del macizo y sus cumbres (más de 1000 m s. n. m.) permite la diferenciación de varios pisos bioclimáticos ordenados altitudinalmente. En las zonas más bajas, a menos de 1000 m s. n. m. (metros sobre el nivel del mar), encontramos especies propias del piso mesomediterráneo, como la encina, el pino carrasco, la coscoja y el romero. La mayor superficie del macizo se hallaría en el piso supramediterráneo, entre 1000 y 1600 m s. n. m., donde se encuentra un bosque muy variado, con encinares (Quercus rotundifolia) pinares negrales (Pinus nigra), sabinares (Juniperus thurifera), rebollares (Quercus faginea) y arcedos (Acer monspessulanum). Por encima de los 1600 m s. n. m. aparece el piso oromediterráneo, en el que se sitúan los pinares albares (Pinus sylvestris), pero a partir de los 1800-1900 m s. n. m. el predominio pasa a la sabina rastrera o chaparra (Juniperus sabina), cuyas matas redondeadas forman un paisaje único que recuerda una «piel de pantera». Aquí se encuentran notables endemismos botánicos, como Oxytropis jabalambrensis, Erysimum javalambrense, Galium javalambrense, Veronica jabalambrensis, Sideritis javalambrensis, etc., además de otras muchas especies raras y de gran valor biogeográfico como Androsace vitaliana.
De su riqueza faunística pueden destacarse mamíferos como el jabalí, zorro, corzo, la cabra montés, liebre y conejo, muchas rapaces diurnas y nocturnas, perdiz, codorniz, aves forestales y gran variedad de reptiles, anfibios e insectos. Las cabras monteses han repoblado espontáneamente este territorio a partir de las abundantes poblaciones de la cercana Sierra de Gudar, a pesar de la autovía que dificulta el intercambio de fauna no voladora. Los viaductos construidos para superar barrancos como el de Peñaflor, Los Judíos o el barranco del río Albentosa, que fluyen desde Javalambre al río Mijares, han servido como corredor biológico a las cabras y otros mamíferos.
La Sierra de Javalambre posee unos notables valores naturales y paisajísticos que no gozan todavía de una adecuada protección, pese a estar incluida en la red europea Natura 2000 y ser Lugar de Interés Comunitario (LIC). La parte que correspondiente al término municipal de la Puebla de San Miguel, provincia de Valencia, está protegida por el parque natural del Cerro Calderón.

## Población
La densidad de población de Javalambre es muy baja, no sólo debido a la dureza del clima y las condiciones orográficas, sino también a la intensa emigración que se produjo durante el siglo XX. Está concentrada en pequeños pueblos como Torrijas, Arcos de las Salinas, Camarena de la Sierra, La Puebla de Valverde, Sarrión, Albentosa, Abejuela y Manzanera, con una población total de 2875 habitantes (2005), siendo Sarrión el único municipio que supera los 1000 habitantes censados. Valacloche, Cubla, Cascante y Riodeva, pese a estar integrados en la Comarca de la Comunidad de Teruel, se encuentran en las faldas occidentales del macizo y pueden considerarse de alguna manera también pueblos de la Sierra, así como La Puebla de San Miguel, municipio del Rincón de Ademuz, en la Comunidad Valenciana.

## Economía

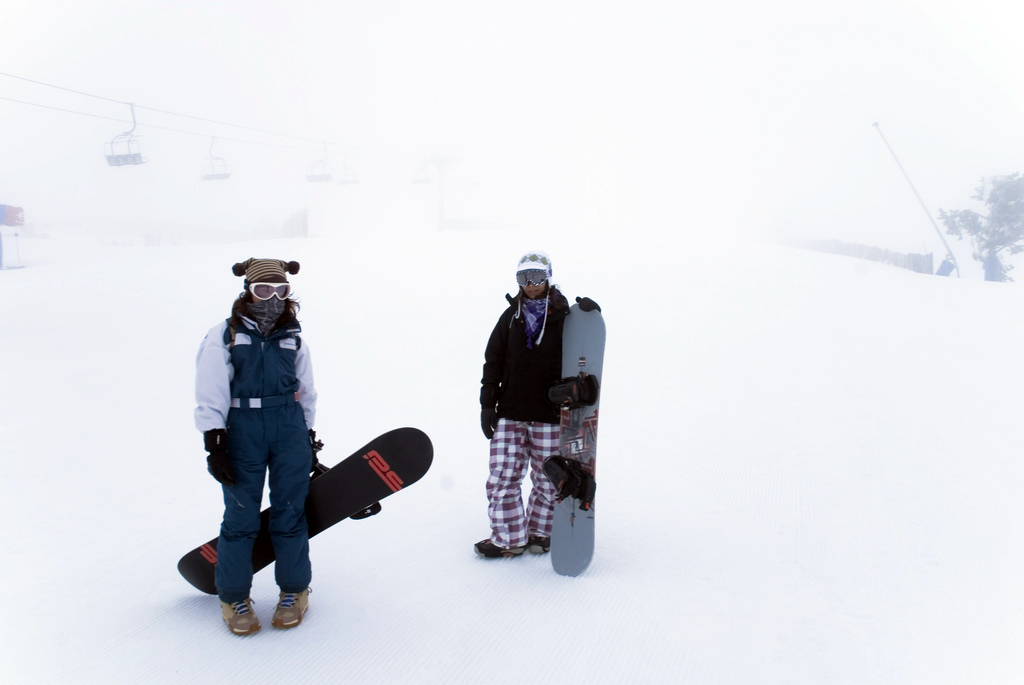
Pistas de esquí en la sierra de Javalambre (Teruel)

Las actividades económicas tradicionales (agricultura, ganadería y explotación forestal) están perdiendo importancia frente al turismo y otras relacionadas con él, como la construcción. Hay dos balnearios de aguas medicinales en Manzanera y Camarena de la Sierra. Existen algunos establecimientos industriales en Sarrión (única población con más de 1000 habitantes), La Puebla de Valverde y Manzanera. También se pueden encontrar varias empresas dedicadas al sector del jamón cuyos secaderos y fábricas están localizados en Albentosa. Los habitantes de la zona, para acabar con la despoblación y el envejecimiento, reclaman más inversiones públicas en educación, sanidad y comunicaciones, así como apoyo a todas las actividades económicas que puedan favorecer el desarrollo comarcal.[cita requerida]
En lo alto de la Sierra existe una estación de esquí, llamada Aramón Javalambre, perteneciente al grupo Aramón. Inaugurada en 1996, disponía en 2019 de 15 kilómetros esquiables, repartidos en 18 pistas, con 9 remontes.